# Государственный Кремлёвский дворец

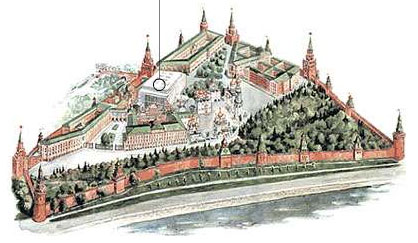
Местоположение дворца на территории Кремля.

Госуда́рственный Кремлёвский дворе́ц (до 1992 года — Кремлёвский дворец съездов) — общественное здание, расположенное на территории Московского Кремля. Было построено по инициативе Никиты Хрущёва по проекту авторского коллектива под руководством архитектора Михаила Посохина. Предназначался для проведения съездов КПСС, также выполнял функции площадки для театральных постановок, концертов и других общественных мероприятий. Открылся 17 октября 1961 года XXII съездом партии.
После распада СССР дворец сохранил статус одной из самых престижных театрально-концертных площадок страны. В 1992 году был переименован в Государственный Кремлёвский дворец. На 2018 год является выявленным объектом культурного наследия в Московском Кремле. Однако из-за стилистического несоответствия исторической застройке модернистское здание не было внесено в Список всемирного культурного и природного наследия ЮНЕСКО. Находится в ведении Управления делами президента России.

## История

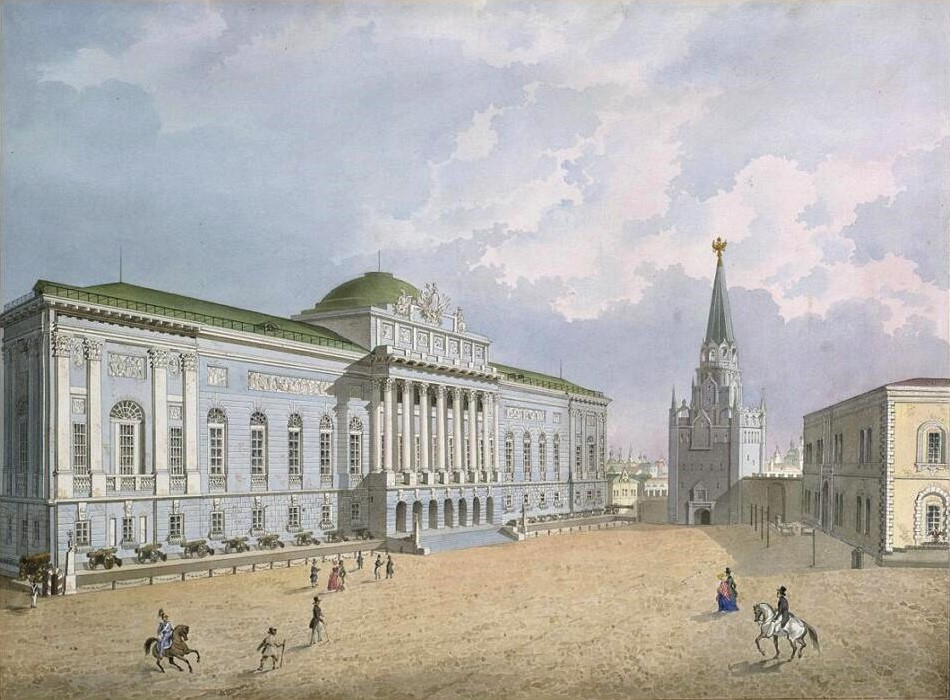
Старое здание Оружейной палаты, акварель кисти Петра Герасимова, середина XIX века

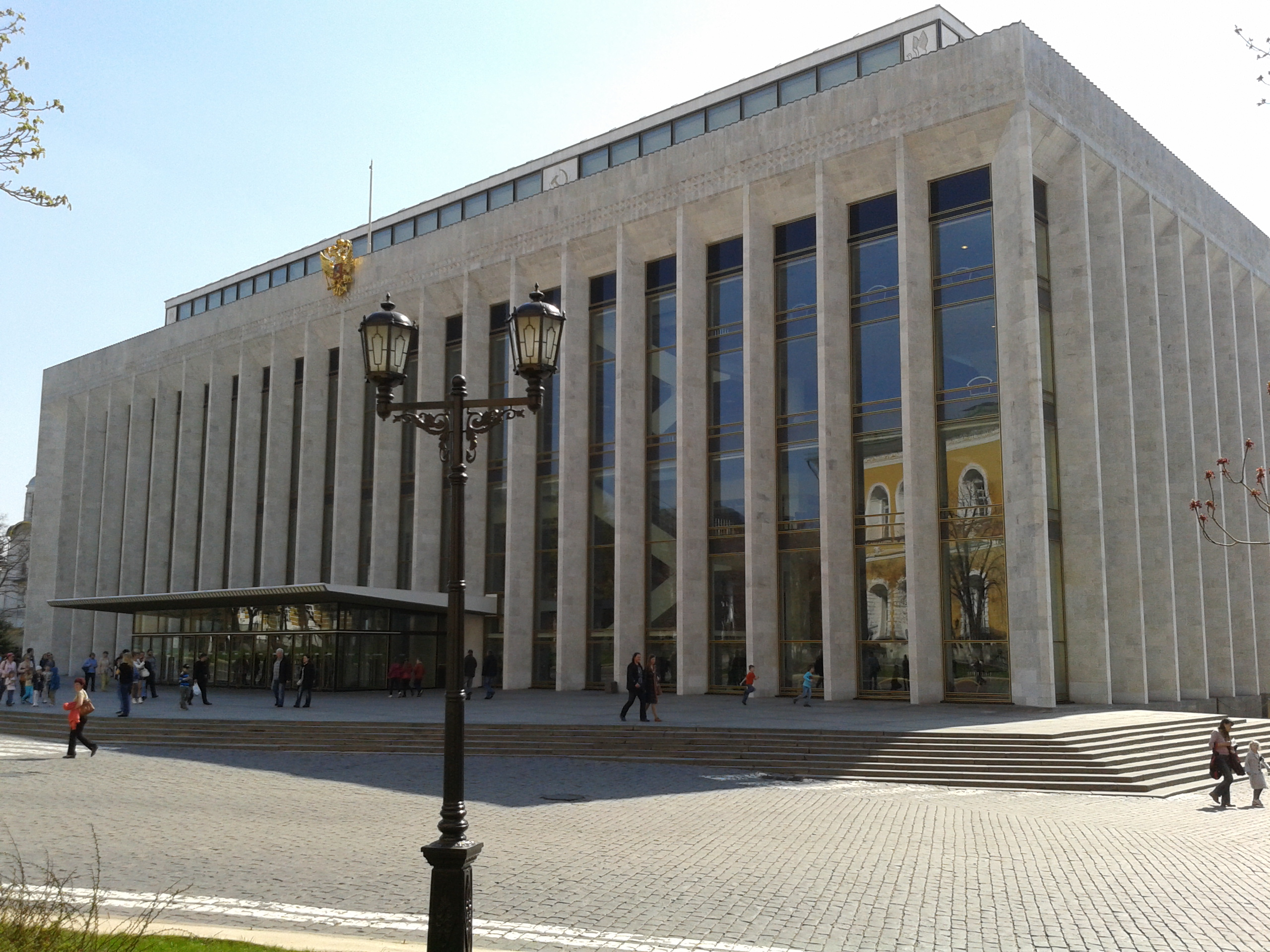
Вид на Государственный Кремлёвский дворец, 2014 год

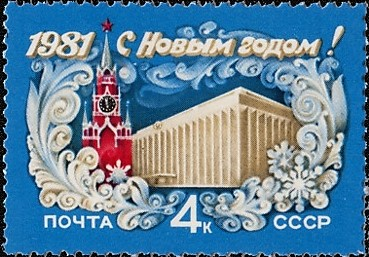
Почтовая марка 1980 года с изображением дворца

### Проектирование
Вопрос строительства здания для размещения органов государственной власти поднимался ещё в 1920-е годы, в следующем десятилетии, с 1935 по 1938 гг. для этих целей началось возведение Дворца Советов, однако проект был свёрнут. Грандиозный проект так и не был реализован и в конце 1950-х вновь возникла необходимость в большом помещении для заседаний Верховного Совета СССР и съездов коммунистической партии. Как указывают специалисты, возведение такого важного общественного и государственного здания стало воплощением идеи Дворца Советов. Первое упоминание о здании Дворца съездов было раскрыто в 1958 г. Решение о строительстве Дворца съездов принял лично первый секретарь партии Никита Хрущёв в 1959 году, утвердив территорию Кремля в качестве площадки.
Из двенадцати рассмотренных проектов Дворца съездов к работе был принят вариант главного архитектора Москвы Михаила Посохина. Под его руководством проектирование продолжилось коллективом архитекторов и инженеров в составе Ашота Мндоянца, Евгения Стамо, Павла Штеллера, Германа Львова, Николая Щепетильникова, Александра Кондратьева, Телемака Мелик-Аракеляна и Самуила Школьникова. В работе были также задействованы проектные мастерские и научно-исследовательские институты.
По первоначальному плану здание было рассчитано на 4000 мест. Однако во время визита в Китай Никита Хрущёв был так впечатлён масштабами пекинского Дворца Съездов, что приказал увеличить московский проект до 6000 мест и добавить банкетный зал прямо над зрительным.
Проектирование разделили между тремя различными архитектурными группами. Созданием зала заседаний занималась группа Евгения Стамо, над планом фойе работала бригада Павла Штеллера, оформлением фасадов руководил Ашот Мндоянц. После детальной разработки плана за «правительственную» зону строительства отвечал Глеб Макаревич, Зимний сад обустраивала К. Закарьян. Возросший объём здания было решено «спрятать» под землю на 16 метров. Так появилось несколько дополнительных этажей, где расположились гардеробы.

### Снос исторической застройки
Под возведение Дворца съездов выделили территорию на западе Кремля, которую занимали классицистические постройки XIX века. Среди наиболее значительных сооружений — старое здание Оружейной палаты, построенное в 1807—1810 годах Иваном Еготовым в стиле ампир. Первоначальный план не требовал сноса исторических зданий и предусматривал вписание главного зала в архитектуру бывшего кухонного двора Большого Кремлёвского дворца. Главный фасад модернистского строения должен был выходить на Дворцовую улицу и не диссонировать с окружающим ансамблем. Однако эта версия была пересмотрена в пользу проекта Дворца съездов как самостоятельного архитектурного сооружения, выделяющегося на фоне исторической застройки Кремля. Для реализации нового замысла была разобрана старая Оружейная палата и более древние фундаменты — ранее на этом месте стояли постройки Царе-Борисова двора, палаты цариц и царевен. При сносе Оружейной палаты старинные русские пушки, цепью стоявшие вдоль здания (Царь-пушка венчала эту цепь), были перенесены к зданию Арсенала и поставлены среди трофейных французских пушек. Для организации Дипломатического корпуса было также снесено северное крыло Патриаршего двора.
Перед началом строительства были проведены археологические раскопки, давшие ценные материалы о начальной истории Москвы. Однако из-за нехватки времени раскопали лишь 200 квадратных метров территории будущей застройки, которая располагалась на месте детинца эпохи Юрия Долгорукого. Большая часть археологической информации была утрачена при рытье котлована.

### Строительство
Здание строилось на протяжении 16 месяцев. Согласно некоторым источникам, по окончании строительства сооружение проверялось на прочность несколькими необычными способами. 15 000 солдат получили приказ маршировать в разных частях здания, но пол зашатался, и результаты этого испытания посчитали не вполне удовлетворительными. Следующей проверкой стал «танцевальный вечер» при участии труппы Большого театра и 600 пар комсомольцев. На этот раз зал дворца выдержал испытания и был готов к открытию, которое состоялось 17 октября 1961 года. В новом сооружении провели XXII съезд КПСС, а для зрителей организовали праздничную программу. На концерте был показан фрагмент балета «Лебединое озеро» и приглашены артисты. Существуют свидетельства, что на банкете по случаю завершения строительства Михаил Посохин назвал Никиту Хрущёва главным зодчим дворца, а само здание — «детищем оттепели». В 1962 году семь проектировщиков дворца во главе с Посохиным были удостоены Ленинских премий.

## Архитектура и интерьеры

Внешний вид холла, 1964 год

Кремлёвский дворец съездов выполнен в стиле советского модернизма, который обозначил отход от сталинской архитектуры. Здание характеризуют стилистическая целостность и монументальность. Как отмечают исследователи, его «объемно-пространственная композиция, архитектурное решение фасадов и парадных интерьеров тесно связаны между собой». Спокойная геометрия сооружения, строгость его форм и акцент на мелких членениях подчёркивают важные общественно-политические функции дворца.
Дворец имеет прямоугольную форму и объём около 40 тыс. м³. В нём насчитывается более 800 помещений. Центральную часть здания занимает зрительный зал (в советское время — зал заседаний) на 6000 мест. В плане зал образует квадрат, а его сцена, балкон и партер организуют единое архитектурное пространство. Зал декорирован вертикальными деревянными рейками, форма и крепление которых служат лучшему отражению звука. Расположение мебели и интерьеров также способствует улучшению акустических возможностей. Специальная техника позволяет осуществлять перевод на 12 языков. К основному залу примыкает банкетный, второй по размеру, из него открывается вид на Московский Кремль. Вокруг двух центральных пространств здания расположены остальные помещения: фойе, подсобные, артистические и технические комнаты.
Историк архитектуры Андрей Иконников отмечает открытость внутренней планировки дворца и его интерьеров. По его мнению, в постепенных переходах между фойе и вестибюлями задействован принцип «переливающегося построения пространства», что символизировало преемственность с архитектурными экспериментами советского авангарда 1920-х.
Во внешнем облике здания вертикальные выступы сочетаются с зеркальными проёмами между ними. Фасады облицованы белым уральским мрамором и золотистым анодированным алюминием. Во внутренней отделке использованы красный карбахтинский гранит, коелгинский мрамор и узорчатый бакинский туф, различные породы дерева. Над главным входом был расположен золочёный герб СССР, изготовленный скульптором Алексем Зеленским. Позднее символ убрали на склад и заменили на герб России. Внутренним оформлением
дворца занимался художник Александр Дейнека, выполнивший мозаичные эмблемы в банкетном зале и фриз в фойе. Профиль Ленина в зале заседаний сделал художник Андрей Мыльников, барельеф на фасаде Дипломатического корпуса — мастера Николай Брацун и Юрий Орехов.

## Деятельность

### Партийные съезды
Здание создавалось для проведения общественно-политических мероприятий, в первую очередь съездов КПСС и сессий Верховного Совета. В 1961—1990 годах в его стенах проходили XXII—XXVIII съезды партии, а также заседания ВЛКСМ и ВЦСПС. С 1989 по 1991 год в нем проходили Съезды народных депутатов СССР. В 1992 году Кремлёвский дворец съездов был переименован в Государственный Кремлёвский дворец и перестал быть главным местом собраний делегатов коммунистической партии. Несмотря на это, в нём продолжают проводиться общественно-политические мероприятия. На сцене Дворца съездов проходили 2 инаугурации президента России Бориса Ельцина 10 июля 1991 года и 9 августа 1996 года. 9 октября 1999 года здесь прошёл съезд «Партии пенсионеров», а 25 апреля 2008 года состоялся III съезд партии «Справедливая Россия», на котором присутствовало более пяти тысяч делегатов. 12 декабря 2019 года во дворце прошел юбилейный съезд ЛДПР которой исполнилось 30 лет, в съезде приняло участие шесть тысяч делегатов.
16 июля 1993 года в зрительном зале проходило созванное Ельциным конституционное совещание по вопросам принятия новой Конституции.
11 января 2001 года открылся Гражданский форум, на котором выступил Владимир Путин.

Значимые события
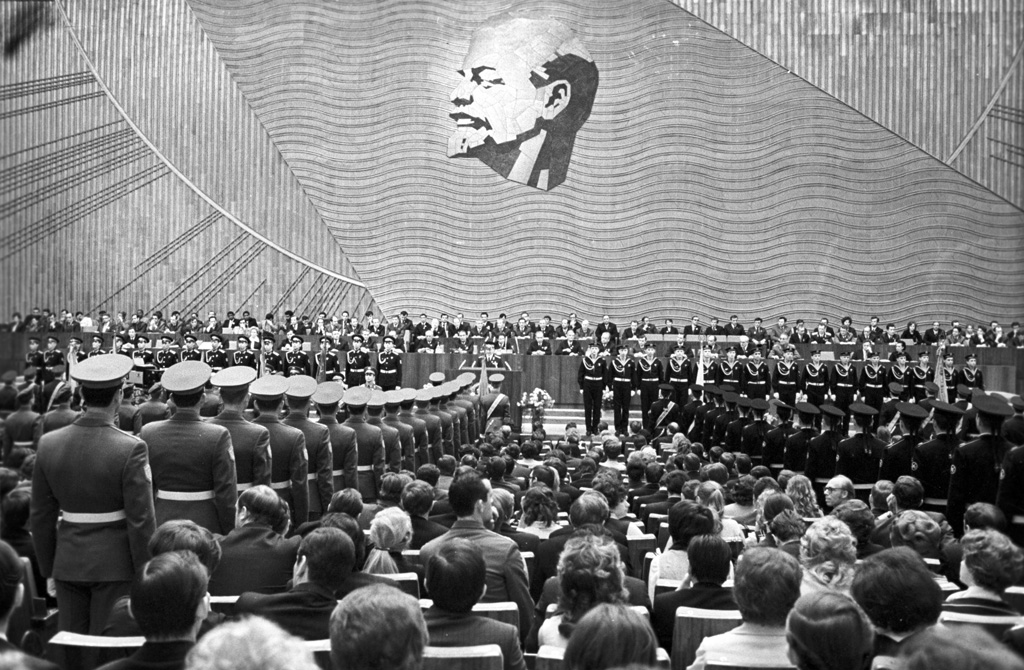
XVII съезд комсомола, 27 апреля 1974 года
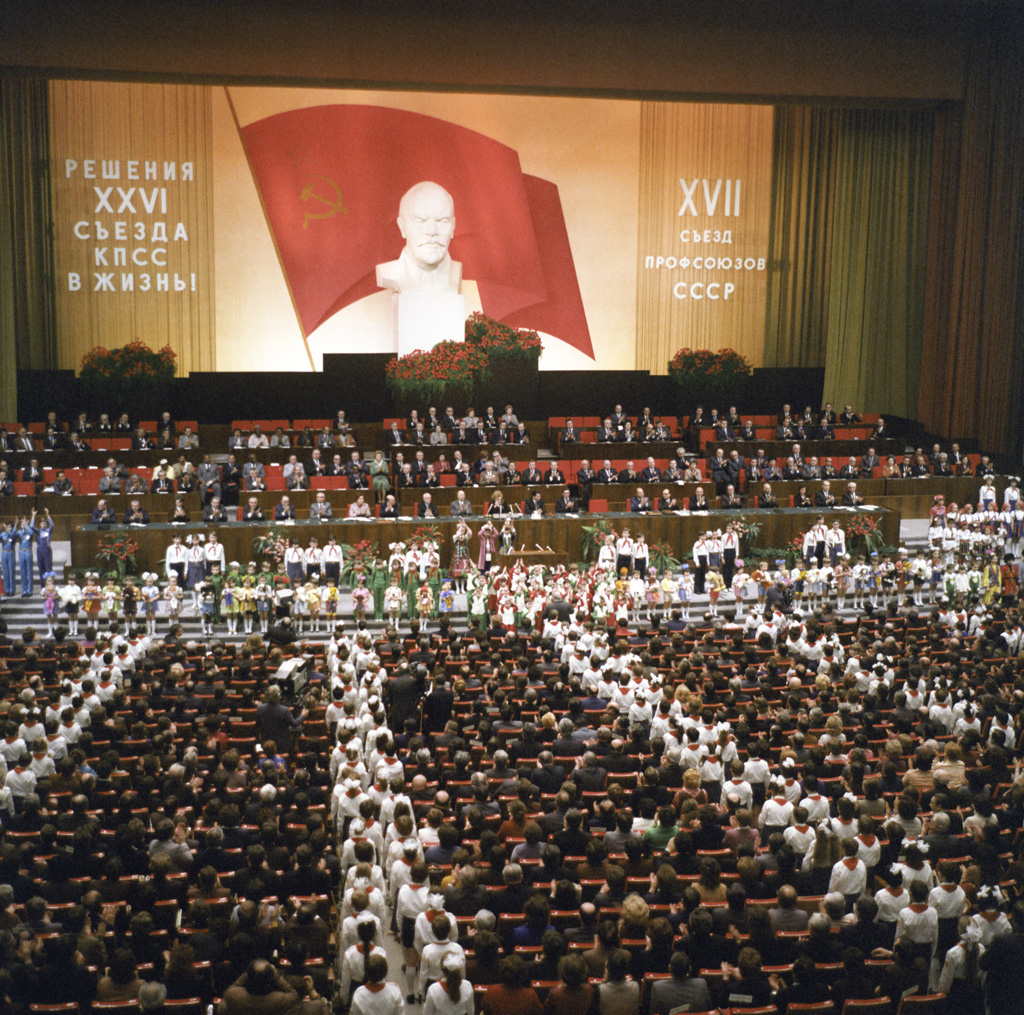
XVII съезд Профсоюзов СССР, 19 марта 1982 год
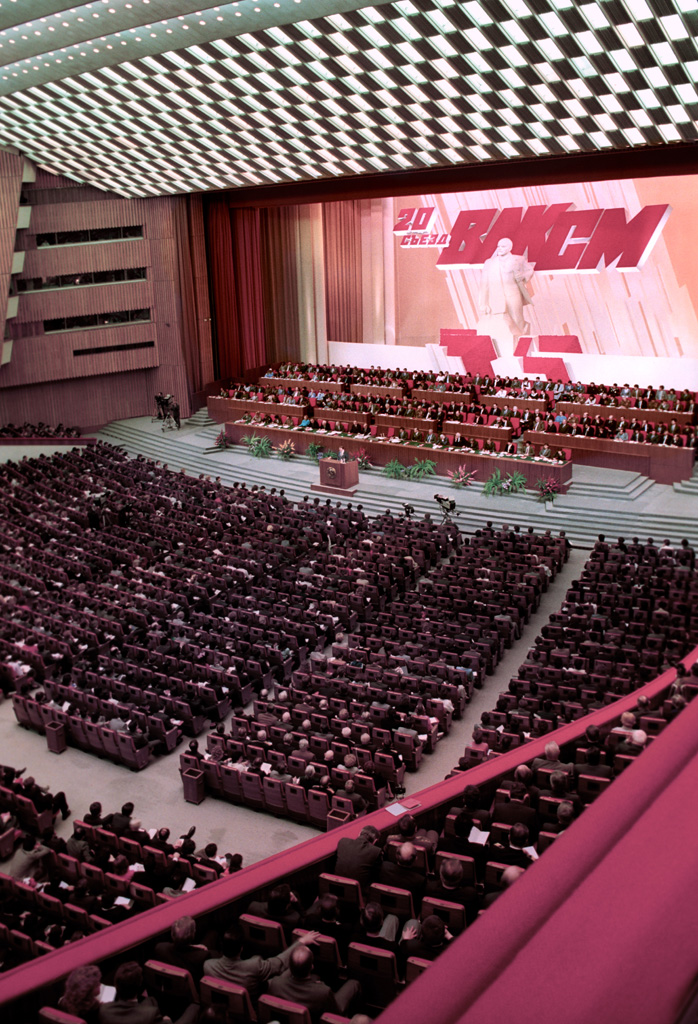
XX съезд Комсомола (ВЛКСМ), 1 февраля 1987 года
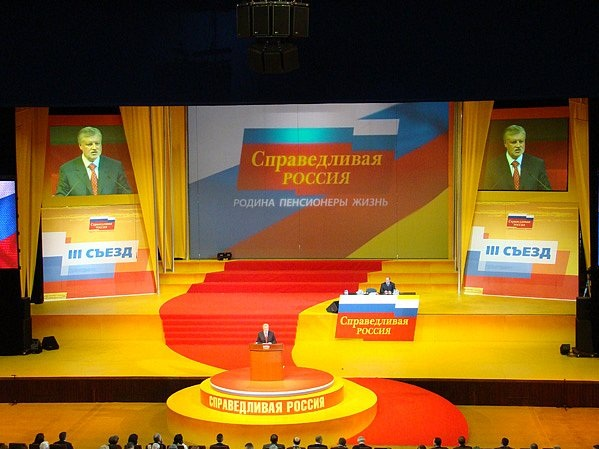
III съезд партии Справедливая Россия, 25 апреля 2008 год
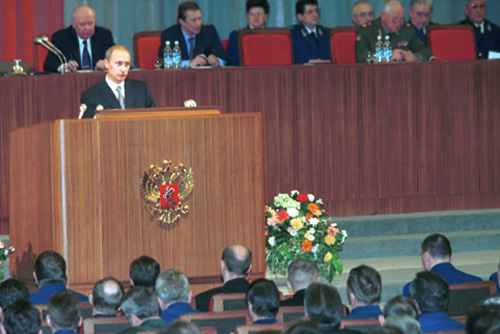
Гражданский форум, 11 января 2001

### Значимые события и концерты

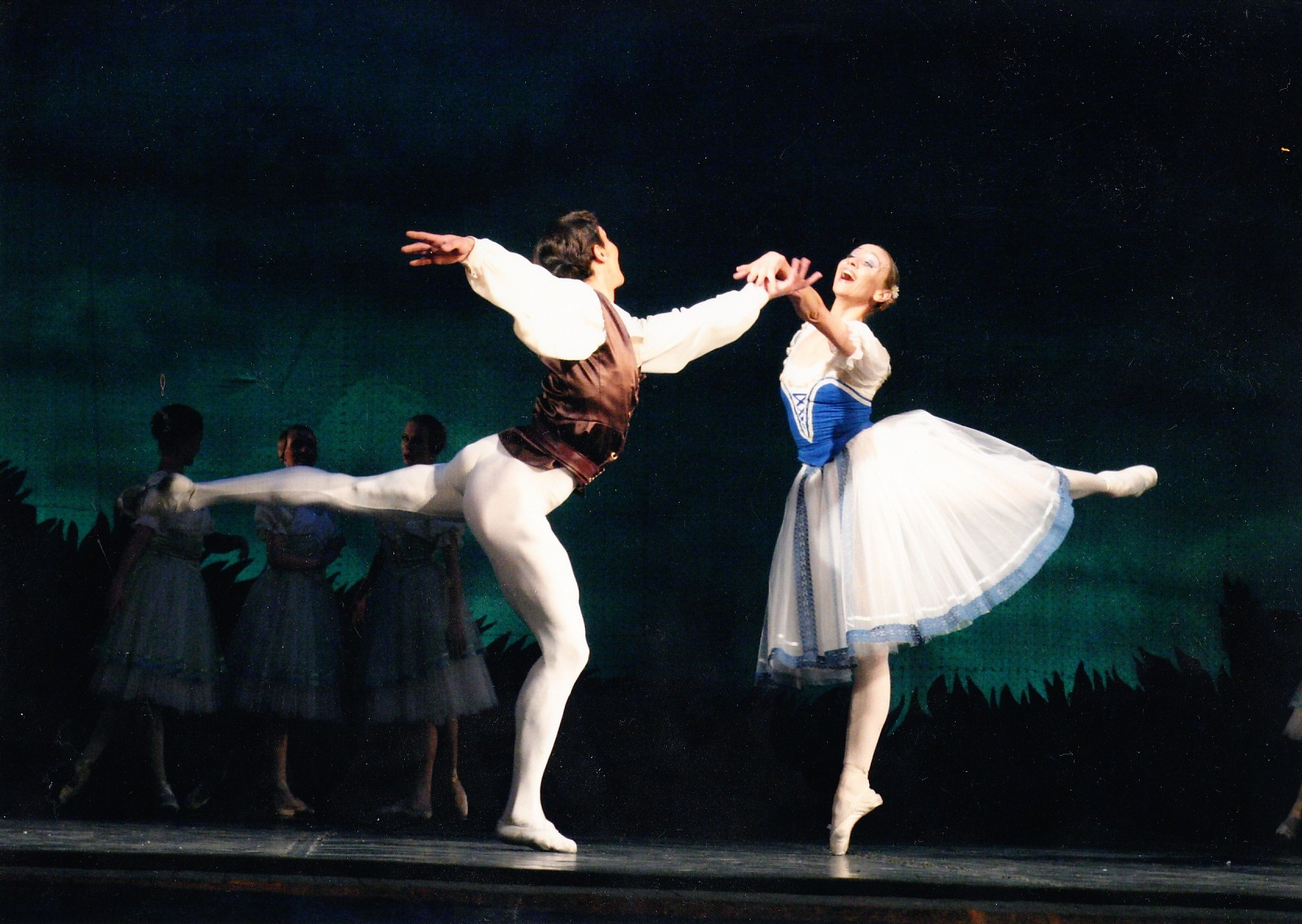
Балет «Жизель» в исполнении «Кремлёвского балета», 2003 год

Помимо проведения социально-политических форумов, Государственный Кремлёвский дворец используется для концертов и театральных постановок. С момента открытия главный зал был передан в эксплуатацию Большому театру и функционировал как его вторая сцена. Здесь проходили оперные и балетные выступления из театрального репертуара, показывались премьеры с участием ведущих исполнителей. На этой сцене выступали Государственный академический ансамбль народного танца под руководством Игоря Моисеева, Ансамбль песни и пляски Российской армии имени А. В. Александрова, Государственный академический русский народный хор имени М. Е. Пятницкого и многие другие коллективы. Среди наиболее выдающихся гостей Дворца съездов — танцоры Майя Плисецкая, Наталия Бессмертнова, Марис Лиепа, оперные певицы Галина Вишневская, Елена Образцова, Бэла Руденко и другие. С советского времени и до января 2020 года в стенах дворца каждый год проводилась главная Новогодняя ёлка страны. Всего за годы работы во дворце прошло более 10000 общественно-политических и культурно-просветительских мероприятий. После технической модернизации зала в 2013 году он стал в один ряд с другими известными мировыми сценическими площадками.

### Театр «Кремлёвский балет»
В 1990 году был открыт «Театр балета Кремлёвского дворца съездов» под руководством хореографа Андрея Петрова, через два года переименованный в «Кремлёвский балет». Театр имеет целью развитие балетного искусства на основе сценической постановки классических литературных произведений. В учреждении работали хореографы Юрий Григорович, Владимир Васильев, Вэйн Иглинг, Андрис Лиепа. Руководитель «Кремлёвского балета» Андрей Петров поставил на сцене дворца ряд классических произведений и авторских балетов. За 28 лет работы труппа провела более 100 гастролей в разных странах мира.
Спектакли идут в сопровождении Симфонического оркестра радио "Орфей" под управлением  художественного руководителя и главного дирижера, заслуженного артиста РФ Сергея Кондрашева.

## В филателии
- Дворец съездов изображён на почтовой марке СССР 1964 года.

## Список литературы
1. Посохин М. В., Мндоянц А. А., Пекарева Н. А. Кремлёвский Дворец съездов. — М.: Стойиздат, 1966. — 179 с.;
2. Посохин М. В., Мндоянц А. А., Пекарева Н. А. Кремлевский Дворец съездов. 2-е изд. — М.: Стройиздат, 1974. — 200 с., ил.;
3. Государственный Кремлёвский дворец // Московский Кремль. Красная площадь. Путеводитель. — М., 2013. — С. 146. — ISBN 978-5-904813-03-1.
4. Дутлова Е. История строительства Кремлевского Дворца Съездов (Государственного Кремлевского Дворца) // The Soviet Heritage and European Modernism. Heritage at Risk. — Berlin, 2007. — С. 166—171.
5. Иконников А. В. Архитектура Москвы. XX век. — Москва: Московский рабочий, 1984.
6. Либсон В. Я., Домшлак М. И., Аренкова Ю. И. и др. Памятники архитектуры Москвы. Кремль. Китай-город. Центральные площади. Книга 1. — М.: Искусство, 1983. — 504 с. — 25 000 экз.
7. Лопатин В. В., Нечаева И. В., Чельцова Л. К. Государственный Кремлёвский дворец // Прописная или строчная? Орфографический словарь. — М.: Эксмо, 2009. — С. 512.